# Treviso (provins)
Provinsen Treviso (it. Provincia di Treviso) er en provins i regionen Veneto i det nordlige Italien. Treviso er provinsens hovedby.
Der var 795.264 indbyggere ved folketællingen i 2001.

## Geografi
Provinsen Treviso grænser til:
- i nord mod provinsen Belluno,
- i øst mod Friuli-Venezia Giulia (provinsen Pordenone),
- i syd mod provinserne Venezia og Padova og
- i vest mod provinsen Vicenza.

45°40′20″N 12°14′32″Ø / 45.672222222222°N 12.242222222222°Ø